# 이명박 대통령 독도 방문

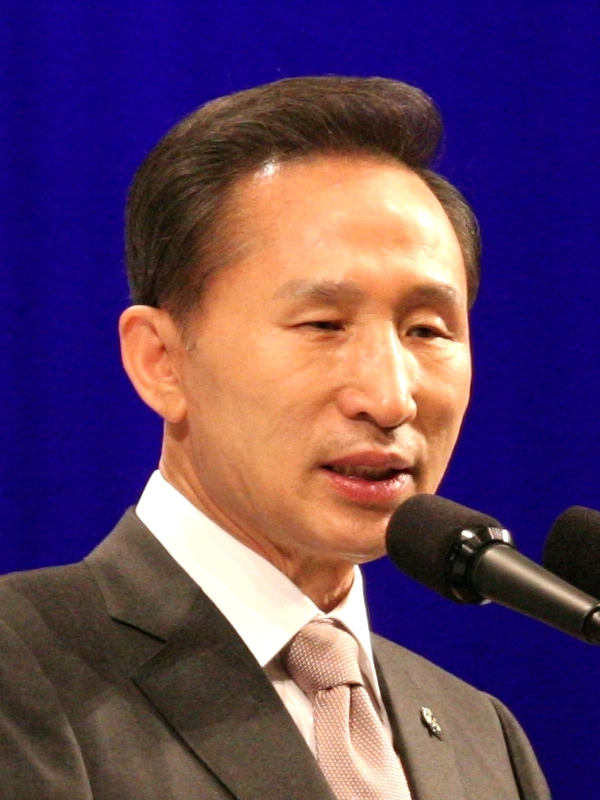
대한민국 대통령으로서는 최초로 독도를 방문한 이명박

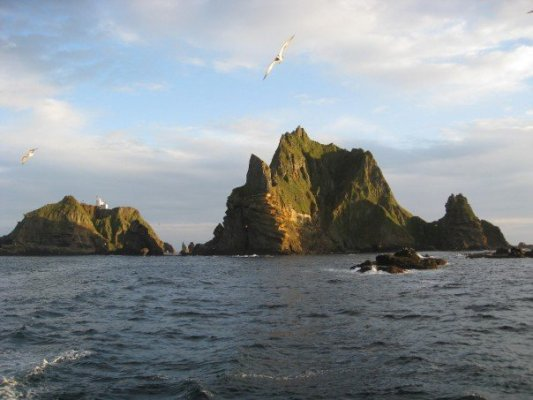
경상북도의 독도

이명박 독도 방문은 2012년 8월 10일에 대한민국의 이명박 대통령이 독도를 방문한 것을 말한다. 대한민국의 대통령이 독도에 방문한 것은 이때가 최초이다. 이 방문은 한일 관계가 악화되었다는 결과가 되었다.
이 방문계획은 8월 9일에 확정되어 일본 정부는 서울특별시의 일본 대사관을 통해 대한민국 정부에게 해당 계획의 중지를 요청했으나 대한민국 정부는 이에 응답하지 않았다. 이명박 대통령은 10일 오전에 울릉도에 도착하였고, 식사를 한 뒤 독도로 향하였다. 이후 오후 2시가 되어 독도에 도착하였다. 최광식 문화체육관광부 장관과 유영숙 환경부 장관이 동행하였다. 이명박 일행은 1시간 반 정도의 시간을 독도에서 보냈다.당시의 방문 이후 한일 관계가 악화되어 군사정보포괄보호협정(GSOMIA)나 경제동반자협정(EPA)에 관한 양국의 협의가 어려움을 겪기도 하였다. 또한 외환 비상시에 양국의 통화를 교환하기 위한 통화스와프 연장 논의가 중단되었고, 결국 2015년 2월 100억 달러 규모의 통화스와프 계약이 중단되었다.
이 시기에 방문을 결행한 것은 역사 문제와 관련하여 일본에 대한 불신이 쌓여 있었으며, 대통령의 구심력 상실과 주변의 금전 관련 사건이 잇따랐고 광복절인 8월 15일 이전에 독도를 방문해야 한다는 의견이 있었기 때문으로 생각된다. 또한 이명박은 회견에서 천황의 '방한과 사죄'를 언급하였다.
일본 정부는 이 방문에 반발했는데, 당시 외무대신이었던 겐바 고이치로는 주한 일본 대사였던 무토 마사토시를 귀국시켰다. 또한 신각수 주일 한국 대사를 불러 항의하였으며, 노다 요시히코 일본 총리가 유감을 표하기도 했다. 국내 여론조사 결과는 대체로 호의적이었다. 반면 실익이 없다거나 다소 뜬금없다는 부정적 반응도 존재하였다.
독도 방문 당시 독도수호 표지석이라는 흑요석 비석이 세워졌으며, 이명박 대통령의 한글 친필로 앞면에는 '독도', 뒷면에는 '대한민국', 옆면에는 '이천십이년 여름 대통령 이명박'이라는 글씨를 새겨 넣었다. 높이는 1.15m이며 가로와 세로는 30cm 크기이다. 19일에 제막식이 열렸다. 당초 방문 당시인 10일에 제막식이 예정되었었지만 악천후로 인해 연기되었다.
영국의 데일리 텔레그래프에서는 "한국의 대통령이 일본의 섬을 방문했다."(South Korean leader visits Japanese islands)라는 오보를 내어, 이후에는 "분쟁 중인 섬"(contested inslands)으로 정정하기도 하였다. 일본의 몇몇 단체에서는 이러한 방문을 한 이명박을 '불법 입국'이라는 이유로 고소하기도 하였는데, 시마네현 마쓰에 지검에서는 대통령은 국가원수이므로 국제 관습법상 일본에게 재판 관할권이 없다는 이유로 불기소 처분하였다.
한편 이명박은 이후 회고록에서 대통령에 취임하기 전부터 이 독도 방문 계획을 생각하고 있었다고 밝혔다.